# Бранко Гашпаревић
Бранко Гашпаревић (Јапага (Липик), 12. новембар 1912 — Београд, 9. август 1945) био је српски квислинг за време Другог светског рата. Пре рата је био учитељ, а током рата капетан у добровољачким одредима организације Збор. При крају рата је био немачки агент. При крају рата ухватили су га припадници Корпуса народне одбране. Осуђен је на смрт и стрељан.

## Биографија
Рођен у Јапаги код Липика 12. новембра 1912. Школовао се у Загребу за учитеља. Као учитељ радио је у Славонији пре рата. У Априлском рату је имао чин капетана. После рата је побегао у Београд, где је касније ступио у СДК. Прво је био иследник у 12. добровољачком одреду, а касније је био заменик команданта 4. одреда (до априла 1942). Напустио је СДК почетком 1943. После се бавио политичким радом у оквиру Збора. Када су се остаци СДК и Специјалне полиције повукли у Словенију, Гестапо је почео да припрема Ловачке групе Југоисток, обавештајно-терористичке групе састављене од српских квислинга из редова љотићеваца и четника и Немаца са циљем убацивања у Србију ради вршења диверзија, терористичких напада и саботажа. Ради успешног извођења операција, повезали су се с генералом Михаиловићем, који је тада био у Босни.
Гашпаревића је ухватила јединица КНОЈ-а када је његова група покушала да пређе Дрину крајем марта 1945. Гашпаревићу је суђено на процесу заједно са четничким командантима Драгутином Кесеровићем и Војиславом Лукачевићем. Августа 1945. је осуђен на смрт и стрељан.
Лик Бранка Гашпаревића је био инспирација за лик мајора Гашпара у серији Повратак отписаних.